# Polystichum transkeiense
Polystichum transkeiense là một loài dương xỉ trong họ Dryopteridaceae. Loài này được N. Jacobsen mô tả khoa học đầu tiên.